# Boston (album)
Pour les articles homonymes, voir Boston (homonymie).
Albums de Boston
Don't Look Back
(1978)
Singles
1. More Than a Feeling
Sortie : septembre 1976
2. Long Time
Sortie : 7 janvier 1977
3. Peace of Mind
Sortie : 7 avril 1977

Boston est le premier album du groupe rock américain Boston. Il est sorti le 25 août 1976 sur le label CBS Records et fut produit par John Boylan (en) et Tom Scholz.

## Historique
L'album connut un succès rapide. Il fait partie des dix albums les plus vendus aux États-Unis avec 17 millions d'exemplaires écoulés. Ce succès est dû d'une part à la qualité des compositions. Le riff du titre More than a feeling inspira ainsi le groupe Nirvana pour leur plus gros succès Smells Like Teen Spirit (Kurt Cobain, leader du groupe Nirvana, avait été fan de Boston durant son adolescence).
L'album  a été classé 41e parmi les 100 meilleurs premiers albums de tous les temps (The 100 Best Debut Albums of All Time) par le magazine américain Rolling Stone et 3e meilleur premier album de tous les temps par les lecteurs du même magazine.

## Enregistrement
La majorité des musiques de cet album furent enregistrées pendant l'hiver 1975 dans le studio que Tom Schoz avait aménagé dans sa maison de Watertown dans le Massachusetts. Des enregistrements complémentaires furent effectués, au printemps 1976, à Los Angeles dans les Capitol Studios (pour le chant de Brad) et The Record Plant. À l'exception de la batterie, Scholz joua pratiquement seul tous les instruments sur tous les titres. Fran Sheehan joue la basse sur les titres Foreplay et Let Me Take You Home Tonight et Barry Goudreau joue la guitare rythmique et solo sur Long Time et Let Me Take You Home Tonight et la guitare rythmique sur Foreplay. Jim Masdea, batteur original du groupe ne joue que sur Rock and Roll Band, son remplaçant Sib Hashian joue sur tous les autres titres.
Trois singles furent tirés de cet album, More Than a Feeling (septembre 1976), Long Time (janvier 1977) et Peace of Mind (7 avril 1977). Il se classèrent tous les trois dans le top 40 du Billboard Hot 100 aux États-Unis.
Cet album se classa à la 3e place du Billboard 200 aux États-Unis et à la 7e place au Canada. Il reçut aussi un bon accueil en Europe, 11e au Royaume-Uni et 4e en Allemagne.
Les huit titres de l'album sont encore souvent entendus sur les chaines de radio de classic rock. Après seulement deux mois, l'album s'est vu décerner le titre disque d'or (500 000 albums vendus) par la RIAA en 1976, puis le titre disque de platine (1 000 000 albums vendus) après 3 mois. Dans la décennie qui suit sa sortie, l'album continue à se vendre pour atteindre le 9 millions de ventes en 1986. Il atteindra les 17 millions d'albums vendus en 2003. Il se vend à un total de 20 millions d'albums dans le monde,.
Le magazine Creem a voté la pochette de l'album comme étant l'une des dix meilleures pochettes de 1977.

## Liste des titres
Toutes les chansons sont écrites & composées par Tom Scholz, sauf indications contraires.
Face 1
1. More Than a Feeling – 4:46
2. Peace of Mind – 5:02
3. Foreplay/Long Time – 7:47

Face 2
1. Rock and Roll Band – 3:00
2. Smokin' (Brad Delp, Scholz) – 4:20
3. Hitch a Ride – 4:13
4. Something About You – 3:48
5. Let Me Take You Home Tonight (Delp) – 4:43

## Musiciens
- Brad Delp : chant, guitare acoustique sur Let Me Take You Home Tonight
- Tom Scholz : guitare acoustique, guitare électrique, basse, orgue Hammond.
- Barry Goudreau : guitare rythmique et solo sur Long Time et Let Me Take You Home Tonight, guitare rythmique sur Foreplay
- Fran Sheehan : basse sur Foreplay et Let Me Take You Home Tonight
- Sib Hashian : batterie, percussions
- Jim Masdea: batterie, percussions sur Rock and Roll Band

## Charts et certifications singles
Charts
| Année | Single              | Chart               | Durée du classement | Position |
| ----- | ------------------- | ------------------- | ------------------- | -------- |
| 1976  | More Than a Feeling | Hot 100             | 19 semaines         | 5e       |
| 1976  | More Than a Feeling | RPM Top Singles     | 20 semaines         | 4e       |
| 1977  | More Than a Feeling | Single Top 100      | 15 semaines         | 15e      |
| 1977  | More Than a Feeling | (W) Ultratop        | 3 semaines          | 41e      |
| 1977  | More Than a Feeling | (V) Ultratop        | 7 semaines          | 16e      |
| 1977  | More Than a Feeling | RMNZ Singles Top40  | 10 semaines         | 15e      |
| 1977  | More Than a Feeling | Mega Top 50         | 8 semaines          | 13e      |
| 1977  | More Than a Feeling | UK Singles Chart    | 15 semaines         | 22e      |
| 1977  | More Than a Feeling | Schweizer Hitparade | 7 semaines          | 9e       |
| 1977  | Long Time           | Hot 100             | 10 semaines         | 22e      |
| 1977  | Long Time           | Single Top 100      | 5 semaines          | 39e      |
| 1977  | Long Time           | RPM Top Singles     | 31 semaines         | 9e       |
| 1977  | Peace of Mind       | Hot 100             | 8 semaines          | 38e      |
| 1977  | Peace of Mind       | RPM Top Singles     | 10 semaines         | 42e      |

Certifications single
| Pays        | titre               | Certification | Ventes    | Date       |
| ----------- | ------------------- | ------------- | --------- | ---------- |
| États-Unis  | More Than a Feeling | Or            | 500 000 + | 12/12/2005 |
| Royaume-Uni | More Than a Feeling | Platine       | 600 000 + | 03/04/2020 |

## Charts et certifications album
| Pays             | Durée du classement | Meilleur classement |
| ---------------- | ------------------- | ------------------- |
| Allemagne        | 16 semaines         | 4e                  |
| Canada           | 88 semaines         | 7e                  |
| États-Unis       | 137 semaines        | 3e                  |
| Nouvelle-Zélande | 10 semaines         | 16e                 |
| Pays-Bas         | 8 semaines          | 11e                 |
| Royaume-Uni      | 22 semaines         | 11e                 |
| Suède            | 11 semaines         | 26 e                |
| Suisse           | 15 semaines         | 3e                  |

| Pays        | Certification | Ventes       | Date       |
| ----------- | ------------- | ------------ | ---------- |
| Canada      | Diamant       | 1 000 000 +  | 13/05/1997 |
| États-Unis  | 17 × Platine  | 17 000 000 + | 20/11/2003 |
| Royaume-Uni | Or            | 100 000 +    | 20/03/1979 |